# Nové Strašecí
Nové Strašecí é uma cidade checa localizada na região da Boêmia Central, distrito de Rakovník.